# 예수교대한연합성결회
예수교대한연합성결회(United Holiness Church of Korea, 약칭: 예성연합)는 성결교에서 파생된 대한민국의 기독교계 신흥 종교이다. 1991년 이재록 목사가 예수교대한성결교회로부터 제명처분된 후 설립한 교단으로, 중생, 성결, 신유, 재림, 성령충만의 복음 오중복음을 교리이자 전도 표제로 내세우고 있다.

## 교리신조
1. 중생의 복음
예수그리스도를 구주로 믿음으로 죄사함을 받고 구원을 얻어 하나님의 자녀가 된다. 자신이 죄인임을 깨달아 예수그리스도를 구주로 영접하면 물과 성령으로 거듭나게 되며(요한복음3:3), 성령의 인치심과 인도하심으로 성결의 생활을 시작하게 된다.
2. 성결의 복음
예수그리스도의 대속적 보혈과 성령 세례는 원죄에서 정결하게 씻음을 받고 하나님께 봉사하기에 현저한 능력을 주시는 은총이다. 오직 하나님의 말씀과 성령의 능력과 주님의 보혈의 공로를 믿는 믿음과 순종을 통해 성결될 수 있다. 따라서 중생은 성결의 시작이며 성결은 중생의 완성임을 믿는다.
3. 신유의 복음
예수님께서 "믿는 자들에게는 이런 표적이 따르리니... 병든 사람에게 손을 얹은즉 나으리라"(마가복음16:17-18)고 말씀하셨다. 예수님께서 채찍에 맞으심으로 인간의 연약함을 담당하시고 질고를 짊어지셨으며 수많은 병자들을 치료하셨고, 약한 인간들을 고쳐 주셨다. 우리는 하나님의 전능하심과 그 약속의 말씀을 믿고 기도하여 질병과 약함을 고침받는 신유를 믿는다.
4. 재림의 복음
주님의 공중강림과 지상재림을 믿는다. 주님께서 강림하실 때 그리스도 안에서 죽은 자들과 살아 있는 자들이 함께 공중에서 주를 영접하여(데살로니가전서4:16-17) 7년 혼인잔치에 참예하고 천년왕국에서 왕노릇하다가 백보좌 대심판 후 새 하늘과 새 땅에서 하나님과 영원히 영화로운 삶을 영위할 것을 믿는다(요한계시록 20:11).
5. 부활의 복음

## 산하교회 및 기관
산하교회로는 만민중앙교회를 비롯하여 대한민국 주요 도시 및 세계 각국에 1만 1천여 개의 지교회와 협력교회를 두고 있다. 또한 만민선교원과 사회복지타운을 운영하고 있다.